# Orden de Pedro Federico Luis
La Orden de la Casa y el Mérito de Pedro Federico Luis (en alemán: Haus und Verdienstorden von Herzog Peter Friedrich Ludwig) o Orden de la Casa de Oldenburgo y el Mérito del Duque Pedro Federico Luis (en alemán: Oldenburgische Haus- und Verdienstorden des Herzogs Peter Friedrich Ludwig) era una orden civil y militar del Gran Ducado de Oldenburgo, un estado miembro del Imperio alemán.  La orden fue fundada por el Gran Duque Augusto de Oldenburgo el 27 de noviembre de 1838, en honor a su padre, Pedro Federico Luis de Oldenburgo. Pasó a quedar obsoleta en 1918 después de la abdicación del último gran duque.

## Descripción
La insignia de la orden era una cruz pattée esmaltada blanca, con el borde de oro. La cruz tenía un medallón en el centro esmaltado azul con el monograma coronado de Pedro Federico Luis en oro. En torno al medallón central había un anillo esmaltado en rojo con el lema "Ein Gott, Ein Recht, Eine Wahrheit" ("Un Dios, Una Ley, Una Verdad"). Tanto el medallón central como el anillo tenían un borde dorado. En el reverso, el escudo de armas de Oldenburgo estaba pintado en el medallón. Cada brazo de la cruz llevaba en el reverso las fechas en cursiva: "17 Jan. 1775", "6 Juli 1785", "21 Mai 1829", y "27 Nov. 1838". Estas fechas corresponden a las fechas de nacimiento, acceso al trono y muerte de Pedro Federico Luis, así como la fecha de la fundación de la orden.
La estrella de la orden era una estrella de ocho puntas con el medallón de la insignia.
La cinta de la orden era azul marino con unas estrechas franjas rojas en los bordes.

## Clases

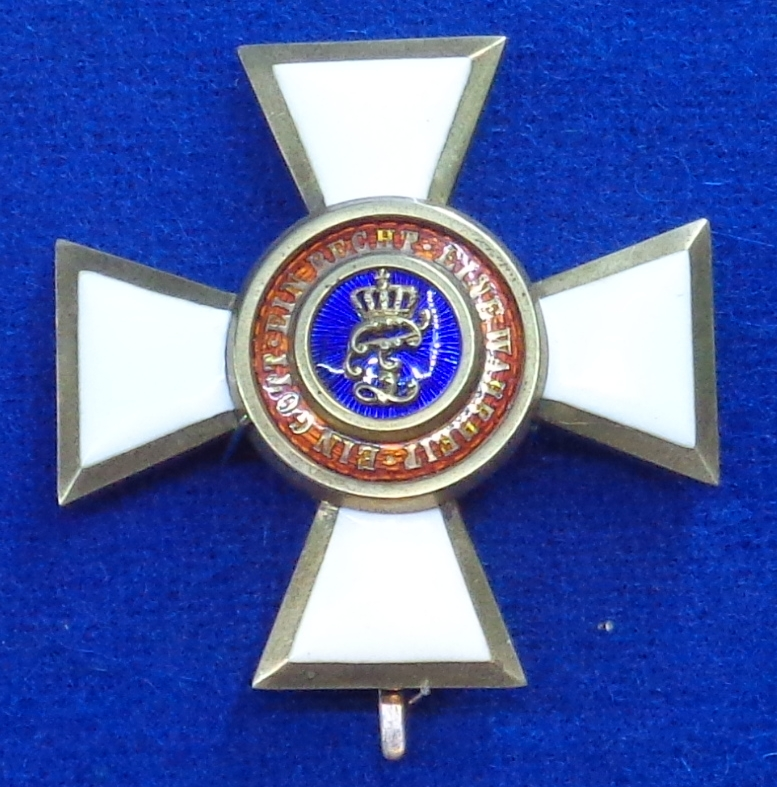
Cruz de oficial de la Orden de la Casa y el Mérito del Duque Federico Luis.

La orden venía en siete clases: Gran Cruz con Corona (Großkreuz mit der Krone), Gran Cruz (Großkreuz), Gran Comandante (Großkomtur), Comandante (Komtur), Oficial (Offizier), y Caballero de 1ª y 2ª Clase (Ritter 1. und 2. Klasse).  La Gran Cruz con Corona y la Gran Cruz consistía de una faja y una estrella en el pecho. El Gran Comandante consistía de una insignia en el cuello y la estrella en el pecho, mientras que el comandante tenía la insignia en el cuello sin estrella. La Cruz de Oficial, añadida en 1903, era una insignia de pecho y difería de las otras insignias por tener un reverso en blanco y sin corona. Las Cruces de Caballero de 1ª y 2ª Clase eran insignias de pecho, y diferían en que la de 2ª Clase por no tener la corona y ser en plata en lugar de oro (no obstante, el monograma y el lema eran de oro).
Un capítulo especial de la orden, los caballeros capitulares, abierto solo a los ciudadanos de Oldenburgo, tenían una insignia que consistía en el medallón, rodeado por una corona de hojas de roble esmaltadas en verde. Vino en varias clases cuya insignia difería en si era oro o plata y si estaba coronada.
Asociado con la orden eral las cruces de honor para personal militar y civil de rangos inferiores. Las cruces de honor eran en oro, plata y hierro. En 1910, se añadieron medallas de oro, plata y bronce como galardones adicionales para rangos inferiores.
Todos los grados de la orden excepto las medallas podían entregarse con espadas al mérito militar. Las espadas se aplicaron diagonalmente entre los brazos de la cruz. En octubre de 1918, se hizo una provisión adicional para la decoración de guerra de una corona de laureles colocada en la insignia y la estrella del pecho.

## Galardonados notables
- Alexander von Falkenhausen - Oficial alemán en la I Guerra Mundial. En la II Guerra Mundial, comandante general del gobierno militar de la Bélgica ocupada; arrestado por los nazis por su conexión con el atentado del 20 de julio. Caballero de 1ª Clase con Espadas y Corona de Laurel.
- Friedrich Ritter von Haack - Oficial bávaro y más tarde General der Infanterie, quien también recibió las más altas condecoraciones de Prusia y Baviera, la Pour le Mérite y la Orden Militar de Max Joseph. Caballero de 1ª Clase con Espadas.
- Paul von Hindenburg - Mariscal de campo de la I Guerra Mundial y después presidente de Alemania. Gran Cruz con Corona Dorada, Espadas y Corona de Laurel.
- Paul Emil von Lettow-Vorbeck - General alemán y comandante de la campaña en África Oriental Alemana en la I Guerra Mundial. Gran Comandante con Espadas y Corona de Laurel.
- Erich Ludendorff - General alemán en la I Guerra Mundial. Gran Cruz con Espadas y Corona de Laurel.
- Helmuth von Moltke - Jefe de Estado Mayor prusiano (1857-1888). Gran Cruz con Corona y Espadas.
- Reinhard Scheer - Almirante alemán y comandante de la Flota de Alta Mar en la Batalla de Jutlandia. Gran Cruz con Espadas.
- Alfred von Tirpitz - Gran Almirante alemán y nombre del acorazado Tirpitz de la II Guerra Mundial. Gran Cruz.